# Carin Jennings-Gabarra
Carin Leslie Jennings-Gabarra, född Jennings den 9 januari 1965 i East Orange, New Jersey, är en amerikansk fotbollsspelare. Vid fotbollsturneringen under OS 1996 i Atlanta deltog hon i det amerikanska lag som tog guld.